# Ivan Vasilev Ivanov
Ivan Vasilev Ivanov (1942) é um ex-futebolista profissional búlgaro, que atuava como goleiro.

## Carreira
Ivan Vasilev Ivanov fez parte do elenco da Seleção Búlgara de Futebol da Copa do Mundo de 1962. 

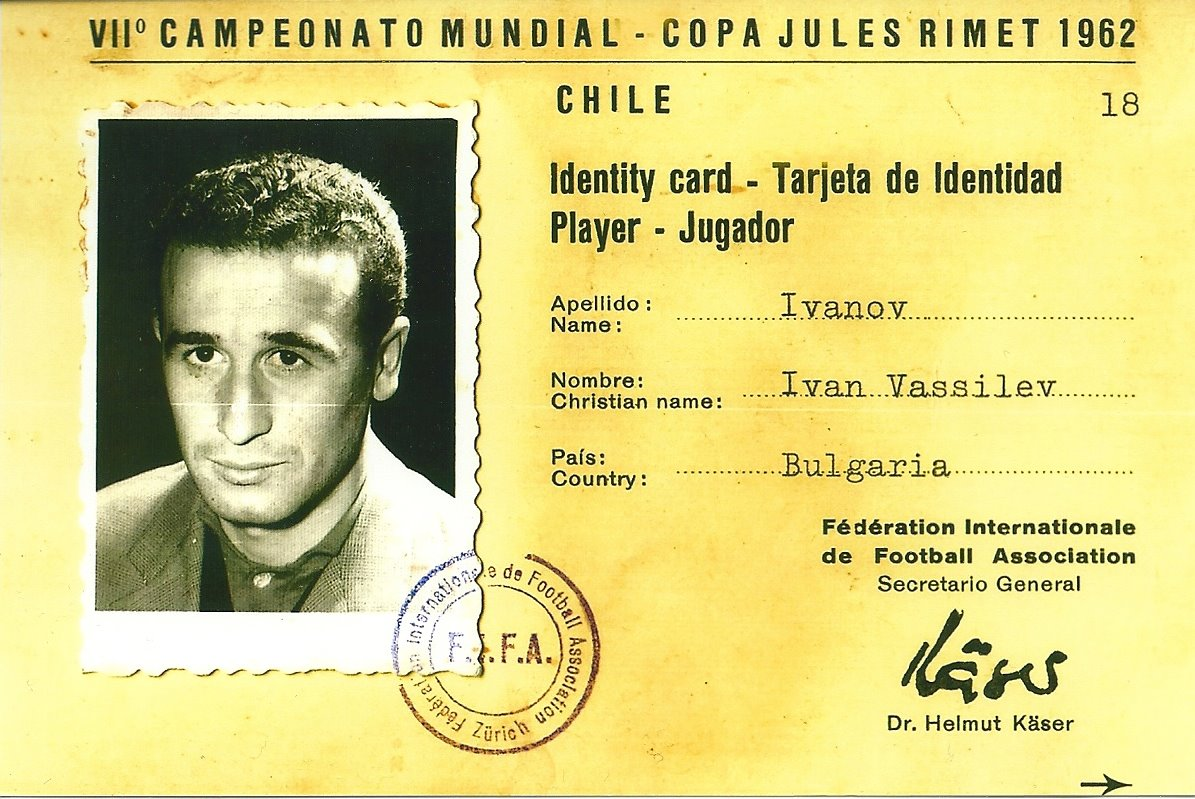
credencial